# Aksiologija
Aksiologija je idealistični filozofski nauk o vrednotah, ki postavlja problem vrednot in vrednotenja v središče filozofije.
Razvil se je v okviru novokantovske, pragmatistične, logično-pozitivistične in fenomenološke smeri.